# Касадо, Гаспар
Гаспар Касадо́-и-Мореу (исп. Gaspar Cassadó i Moreu; 30 сентября 1897 года, Барселона — 24 декабря 1966 года, Мадрид) — испанский (каталонский) виолончелист и композитор.

## Биография
В 5 лет начал заниматься музыкой с отцом — капельмейстером церкви Богородицы Милосердия в Барселоне. В девять — на одном из его выступлений оказался Пабло Казальс, тут же согласившийся давать мальчику уроки. На собранные городом деньги отец с сыном переехали в Париж, где Гаспар брал уроки у Казальса и Равеля, познакомился с Мануэлем де Фальей, Альфредо Казеллой, Рикардо Виньесом. Концертировал с конца Первой мировой войны, гастролировал во многих странах мира. Помимо классической и романтической музыки, исполнял композиторов XX в. — Хиндемита, Онеггера, Мартину, Даллапикколу, Хачатуряна и др. Огромную известность приобрело исполнение им вместе с Йожефом Сигети двойного концерта Брамса. Много лет жил во Флоренции. C 1946 преподавал в Академии Киджи, с 1958 — в Кёльнской высшей школе музыки.
Среди его учеников — Раду Алдулеску.
Скончался от инфаркта.

## Сочинения
Три струнных квартета, «Каталонская рапсодия» для симфонического оркестра (1928), сочинения для гитары, виолончельное трио, виолончельный концерт (1926), сюита для виолончели соло (середина 1920-х гг.), танец зелёного дьявола и др. произведения для виолончели, соло и с фортепиано. Касадо также принадлежат транскрипции сочинений Вивальди, Баха, Генделя, Моцарта, Боккерини, Шуберта, Шопена и др. композиторов. Известен также как автор музыкальных мистификаций.

## Признание
С 1969 во Флоренции проводится Международный конкурс виолончелистов имени Касадо.